# Gutta (álbum)
Gutta é o álbum de estúdio do rapper norte-americano Ace Hood. Foi lançado em 18 de novembro de 2008, por We the Best Music Group e Def Jam Recordings. O álbum estreou no número 36 sobre os EUA Billboard 200, vendendo 24.700 cópias em sua primeira semana. Os vídeos de "Get Him", "Ride (Remix)" e "Can't See Y'all" foram liberados.

## Listas de músicas
| N.º | Título                                                             | Producer(s)                 | Duração |  |
| 1.  | "I Don't Give a Fuck"                                              | JackPot                     | 2:54    |  |
| 2.  | "Can't Stop" (featuring Akon)                                      | The Runners                 | 3:43    |  |
| 3.  | "Get Em Up"                                                        | Drumma Boy                  | 3:44    |  |
| 4.  | "Gutta" (featuring Trick Daddy)                                    | Gold Rush                   | 4:00    |  |
| 5.  | "Guns High" (featuring R. City)                                    | Arnaz "The Nazty One" Smith | 4:11    |  |
| 6.  | "Cash Flow" (featuring T-Pain and Rick Ross)                       | The Runners                 | 4:22    |  |
| 7.  | "Ride" (featuring Trey Songz)                                      | The Inkredibles             | 4:24    |  |
| 8.  | "Fed Bound"                                                        | StreetRunner                | 4:17    |  |
| 9.  | "Stressin'" (featuring Plies)                                      | DVS                         | 5:07    |  |
| 10. | "Money Ova Here"                                                   | The Inkredibles             | 2:57    |  |
| 11. | "Can't See Y'all" (featuring Brisco)                               | Jean "J Rock" Borges        | 3:44    |  |
| 12. | "Get Him"                                                          | The Inkredibles             | 4:07    |  |
| 13. | "Call Me" (featuring Lloyd)                                        | The Inkredibles             | 3:14    |  |
| 14. | "Ghetto" (featuring Dre)                                           | Cool & Dre                  | 4:45    |  |
| 15. | "Top of the World"                                                 | Infamous                    | 3:31    |  |
| 16. | "Ride (Remix)" (featuring Trey Songz, Rick Ross and Juelz Santana) | The Inkredibles             | 3:57    |  |
| 17. | "Face Good (Bonus)" (featuring Flo Rida)                           |                             | 3:37    |  |

### Desempenho nas Paradas
| Chart (2008)                            | Peak position |
| --------------------------------------- | ------------- |
| Estados Unidos (Billboard 200)          | 36            |
| Estados Unidos (Top R&B/Hip Hop Albums) | 5             |
| Estados Unidos (Top Rap Albums)         | 2             |